# Захново (Опочецкий район)
Захново — деревня в Опочецком районе Псковской области. Входит в состав Матюшкинской волости.
Расположена в 16 км к северу от города Опочка, севернее озера Мегрово.
Численность населения составляет 10 жителей (2000 год).